# Stuttgarti repülőtér
Stuttgarti repülőtér (németül Flughafen Stuttgart) IATA: STR, ICAO: EDDS, Stuttgarttól 13 km-re délre, döntő részben Echterdingen és Filderstadt területén fekszik. Baden-Württemberg legnagyobb, Németország hatodik legforgalmasabb nemzetközi repülőtere. Első létesítményei 1936-ban épültek, míg a mai formáját 1986 és 2004 között kapta. A Lufthansa és a Germanwings fontos központja.
Fritz Kuhn, Stuttgart polgármestere kezdeményezésére a repteret 2014 júliusában átnevezték Manfred Rommel Repülőtér névre a 2013-ban elhunyt egykori stuttgarti polgármester, Manfred Rommel tiszteletére. A kezdeményezés nagy vitát váltott ki mert félő volt, hogy a Rommel vezetéknévből a külföldi látogatók az egykori polgármester helyett inkább annak apjával, Erwin Rommellel fogják kapcsolatba hozni.

## Elhelyezkedés és megközelíthetőség
A reptér Stuttgart Esslingen kerületének déli határában fekszik. A terminálok Leinfelden-Echterdingen területén találhatók, míg a futópályák nagyobb részt Filderstadthoz tartoznak, kisebb részben pedig Stuttgart Plieningen kerületéhez, Neuhausenhez és Ostfildern Scharnhausen városrészéhez. A repülőtér határos a Stuttgarti Vásár új területével, ezért az 1993-ban megnyílt S-Bahn „Flughafen” állomásának neve 2008 óta „Flughafen / Messe”.
A stuttgarti S-Bahn S2-es (Schorndorf–Stuttgart–Flughafen/Messe–Filderstadt) és S3-as (Backnang–Stuttgart–Flughafen/Messe) vonalán 27 perc alatt lehet eljutni Stuttgart Hauptbahnhofra.
A 122-es jelzésű busz Ostfildernen keresztül Esslingen felé közlekedik. A 828-as busz Tübingent köti össze a reptérrel.
A reptér északi oldalának közvetlen közelében a  Karlsruhet, Pforzheimot, Stuttgartot, Ulmolt, Augsburgot és Münchent összekötő A8-as autópálya húzódik.
A Stuttgart 21 projekt részeként Stuttgartot összekapcsolva a Wendlingen–Ulm nagysebességű vasútvonallal, Filderbahnhof Stuttgart néven, egy további távolsági és regionális vasútállomás építése van tervbe véve a reptérnél.

### Légitársaságok és célállomások
| Légitársaság                  | Célállomások |
| ----------------------------- | --- |
| Aegean Airlines               | Athén, Thessaloniki Szezonális: Heraklion |
| Aeroflot                      | Moszkva–Seremetyjevo |
| airBaltic                     | Riga |
| Air France                    | Párizs–Charles de Gaulle |
| Air Malta                     | Málta |
| Air Serbia                    | Belgrád |
| AIS Airlines                  | Münster/Osnabrück |
| AnadoluJet                    | Isztambul–Sabiha Gökçen |
| Austrian Airlines             | Graz, Bécs |
| Blue Air                      | Bákó, Bukarest, Sibiu |
| British Airways               | London–Heathrow |
| Bulgarian Air Charter         | Szezonális charter: Burgasz, Várna |
| Condor                        | Fuerteventura, Funchal, Gran Canaria, Hurghada, Jerez de la Frontera, Lanzarote, La Palma, Palma de Mallorca, Tenerife–South Szezonális: Korfu, Heraklion, Kosz, Preveza/Lefkada, Rodosz, Számosz |
| Corendon Airlines             | Antalya Szezonális: Bodrum, Gazipaşa, İzmir, Kayseri |
| Corendon Airlines Europe      | Szezonális: Rodosz |
| Delta Air Lines               | Atlanta |
| easyJet                       | Berlin–Tegel, London–Gatwick, Milánó–Malpensa Szezonális: Edinburgh, Palma de Mallorca |
| Ellinair                      | Thessaloniki Szezonális: Heraklion |
| Eurowings                     | Alicante, Amszterdam, Athén, Barcelona, Belgrád, Berlin–Tegel, Bilbao, Bréma, Brindisi, Bukarest , Brüsszel, Budapest, Catania, Dresden, Faro, Gran Canaria, Hamburg, Hanover, Krakkó, La Palma, Lárnaka, Lipcse/Halle, Lisszabon, London–Heathrow, Málaga, Milánó–Malpensa, Nápoly, Nizza, Palermo, Palma de Mallorca, Priština, Róma–Fiumicino, Szarajevo, Szófia, Split, Thessaloniki, Temesvár, Valencia, Velence, Bécs, Zágráb Szezonális: Antalya, Arvidsjaur, Bari, Bastia, Burgasz, Cagliari, Haniá, Korfu, Dzserba, Dubrovnik, Heraklion, Heringsdorf, Ibiza, İzmir, Jersey , Kavala, Kosz , Lamezia Terme, Lanzarote, Olbia, Eszék, Pisa, Póla, Rodosz, Fiume, Szantorini, Sylt, Tenerife–South, Tirana, Várna, Zára, Zákinthosz |
| Finnair                       | Helsinki |
| Freebird Airlines             | Szezonális charter: Antalya |
| Holiday Europe                | Szezonális charter: Hurghada, Marsa Alam, Sarm es-Sejk |
| Iberia Express                | Madrid |
| Israir                        | Szezonális: Tel-Aviv |
| ITA Airways                   | Milánó–Linate |
| KLM                           | Amszterdam |
| Lauda                         | Bergamo, Bologna, Budapest, Koppenhága, Göteborg, Kijev-Boriszpil, Krakkó, Málaga, Marrákes, Marseille, Nápoly, Nizza{, Palermo, Palma de Mallorca, Podgorica, Porto, Sevilla, Split, Valencia, Velence, Bécs Szezonális: Alghero, Haniá, Fuerteventura, Gran Canaria, Lanzarote, Póla, Tenerife–South, Zára |
| LOT                           | Budapest, Varsó–Chopin |
| Lufthansa                     | Frankfurt |
| Nouvelair                     | Dzserba Szezonális: Monasztir |
| Onur Air                      | Szezonális: Antalya, Isztambul |
| Orange2Fly                    | Charter: Priština |
| Pegasus Airlines              | Ankara, Isztambul–Sabiha Gökçen, İzmir, Kayseri |
| Scandinavian Airlines         | Koppenhága, Stockholm–Arlanda |
| SunExpress                    | Ankara, Antalya, Gaziantep, İzmir Szezonális: Adana, Konya, Samsun |
| SunExpress Deutschland        | Ankara, Fuerteventura, Hurghada, Kayseri Szezonális: Bejrút, Burgasz, Bodrum , Dalaman , Diyarbakır, Enfidha, Lanzarote, Trabzon, Várna |
| Swiss International Air Lines | Zürich |
| Tailwind Airlines             | Antalya Szezonális: Adana, Kayseri |
| TUI fly Deutschland           | Boa Vista, Fuerteventura, Gran Canaria, Hurghada, Lanzarote, Marsa Alam, Sal, Tenerife–South Szezonális: Korfu, Dalaman, Faro, Funchal, Heraklion, Ibiza, Jerez de la Frontera, Kayseri, Kosz, Menorca, Palma de Mallorca, Patras, Rodosz |
| Turkish Airlines              | Isztambul Szezonális: Adana (resumes 4 July 2020), Ankara, Antalya, Gaziantep, İzmir, Kayseri, Ordu–Giresun, Samsun, Trabzon |
| Twin Jet                      | Lyon |
| Vueling                       | Barcelona, Palma de Mallorca |

## Forgalom
Az utasforgalom az elmúlt években az alábbi módon változott:
| Utasok száma | 4 237 728 | 5 158 514 | 7 237 239 | 7 274 131 | 10 104 958 | 8 934 493 | 9 577 551 | 10 962 247 | 3 207 440 | 9 100 000 |
|              | 1991      | 1995      | 1998      | 2002      | 2006       | 2009      | 2013      | 2017       | 2020      | 2024      |

## Fordítás
- Ez a szócikk részben vagy egészben  a   Flughafen Stuttgart című német Wikipédia-szócikk ezen változatának fordításán alapul.  Az eredeti cikk szerkesztőit annak laptörténete sorolja fel. Ez a jelzés csupán a megfogalmazás eredetét és a szerzői jogokat jelzi, nem szolgál a cikkben szereplő információk forrásmegjelöléseként.